# Apomys gracilirostris
Apomys gracilirostris е вид гризач от семейство Мишкови (Muridae).

## Разпространение и местообитание
Видът е разпространен във Филипини.
Обитава гористи местности, планини, възвишения и плата в райони с тропически и субтропичен климат.